# قينان الزهراني
قينان بن جمعان الزهراني (1937- 9 يوليو 2020) كاتب ومؤرخ وعسكري سعودي.

## سيرته
ولد في قرية بني عمار بمحافظة المندق شمال غرب منطقة الباحة جنوب المملكة العربية السعودية. درس في كتّاب قرية النصباء، ثم التحق بالجيش برتبة جندي عام 1377هـ، وتدرج في العمل العسكري حتى تقلد رتبة ملازم أول، ثم أحيل إلى التقاعد أواخر عام 1407هـ، وخلال عمله العسكري حصل على الشهادة المتوسطة. استمر في العمل بعد تقاعده حيث عمل سكرتيرا بمركز الصيانة والإمداد الفني بقوات الدفاع الجوي بجدة حتى عام 1420هـ.

## أعماله
اهتم بالتأليف في التاريخ والأنساب في السعودية عموما ومنطقة الباحة على وجه الخصوص، إذ كتب عنها مؤلفات عدة، كان من بينها:
- "دراسة شاملة عن قبيلة زهران"، صدر عام 1392هـ".
- بيت من زهران «عمرو بن حممه الدوسي»، صدر عام 1421هـ
- قبيلة من زهران «بني كنانة»، صدر عام 1426هـ.
- بيت من زهران (الجزء الثاني) «أحمد بن فاران الدوسي»، صدر عام 1436هـ.
- الإصدار الخامس والمحدّث من موسوعة: «من أعلام زهران»، صدر عام 1438هـ. وقد استغرقه العمل فيه خمسة عشر عامًا.[1][3]

كما صدرت له دراسات عن الخليج، ودولة عمان تحديدًا.

## وفاته
توفي في 9 يوليو 2020 بعد إصابته بمرض فيروس كورونا ودفن في شمال مدينة جدة بجوار قبر زوجته (حمامة بنت أحمد البرتاوي) التي توفيت قبله بأسبوع، للسبب ذاته.